# Carburador Weber
Weber fue una compañía italiana fabricante de carburadores, propiedad del grupo Magneti Marelli Powertrain S.p.A., que a su vez es parte de Fiat S.p.A. La producción de carburadores cesó en el 1992, trasladándose a la empresa LCN Mecánica en Guadalajara (España), donde se mantiene desde entonces.

## Historia

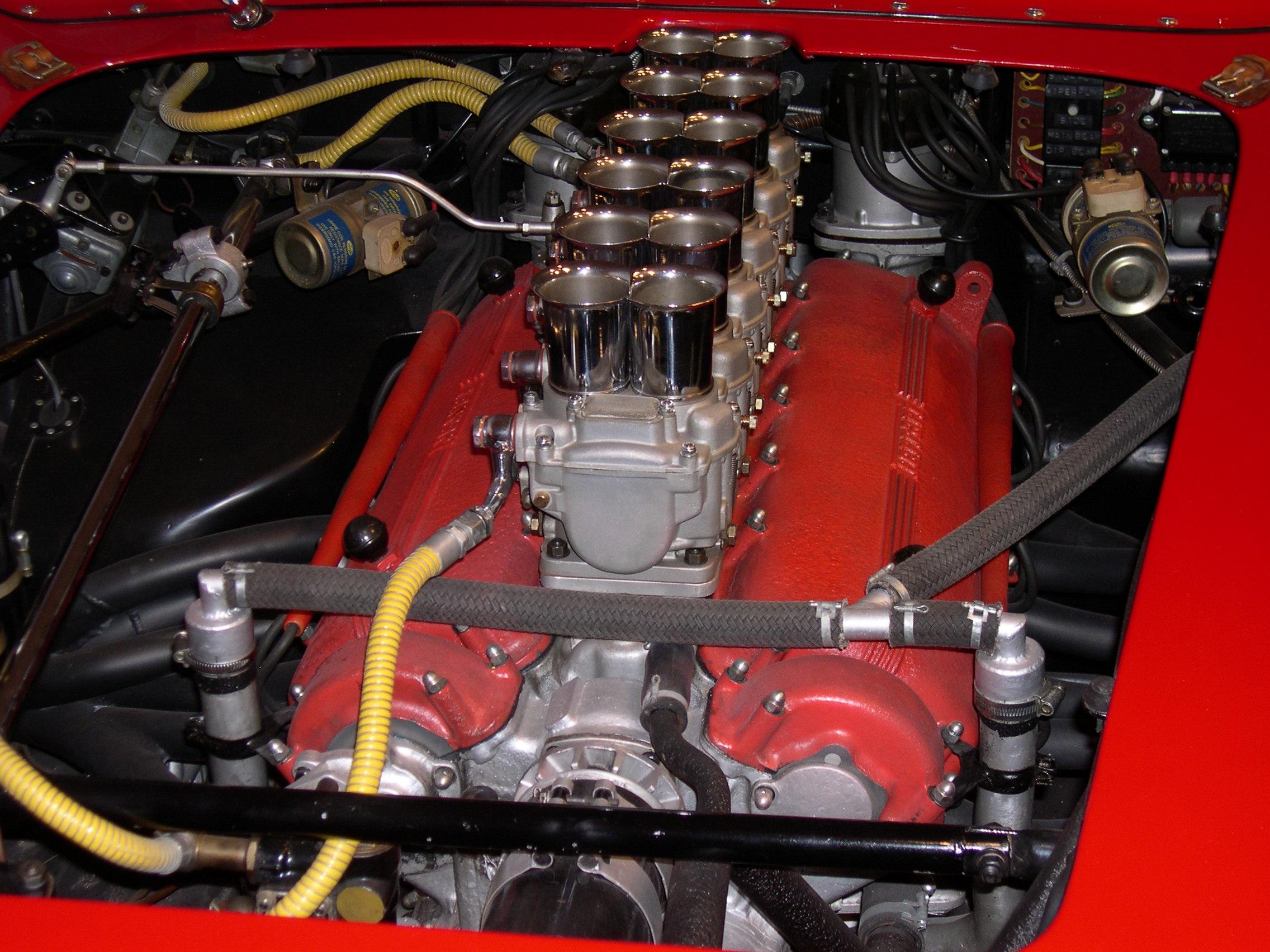
Motor V12 naturalmente aspirado en un Ferrari 250TR Spider Fantuzzi de 1961, con seis carburadores Weber de doble garganta.

Edoardo Weber (1889–1945) comenzó su carrera en el mundo del automóvil trabajando para Fiat, primero en su planta de Turín en 1914 y más tarde en un concesionario de Bolonia. Después de la guerra, con los precios de la gasolina muy altos, logró un cierto éxito vendiendo paquetes de conversión destinados a hacer funcionar camiones con queroseno, lo que le permitió en 1923 fundar su propia compañía, llamada Fabbrica Italiana Carburatori Weber, con la que produjo carburadores como parte de paquetes de conversión para los motores de Fiat. Weber inició el uso de carburadores gemelos de doble cuerpo, con dos bombas Venturi de medidas diferentes: el más pequeño para velocidades bajas y el más grande optimizado para su uso en velocidades altas.
En los años 1930, Weber comenzó a producir carburadores de doble cuerpo para motores de competición, diseñados de modo que cada cilindro del motor tuviera su propio cuerpo de carburador. Estos carburadores se usaron en modelos de competición de Maserati y de Alfa Romeo. Los modelos de dos cuerpos y aspiración sobrealimentada de Weber aparecieron por primera vez en el Alfa Romeo 8C de 1938, un automóvil de carreras.
Después de la muerte de Weber en 1945, Fiat asumió finalmente el control de la compañía en 1952. En esta época, los carburadores Weber se utilizaron en numerosos vehículos, tanto de fabricación en serie como de competición de distintas marcas, tales como: Abarth, Alfa Romeo, Aston Martin, BMW, Chrysler, Ferrari, Fiat, Ford, Lamborghini, Lancia, Lotus, Maserati, Morgan, Porsche, Renault, Triumph y Volkswagen.
En 1986, Fiat también tomó el control de Solex, la principal competidora de Weber y las fusionó en una sola compañía llamada Raggruppamento Controllo Motore, o el "Grupo de Administración del Motor", reorganizada a su vez como Magneti Marelli Powertrain S.p.A. en 2001. Los carburadores Weber genuinos se siguieron fabricando en Bolonia, Italia hasta 1992, cuando la producción se transfirió a España, donde se han producido desde entonces.
Los carburadores Weber se producen para automóviles de turismo y vehículos todoterreno, siendo el tipo más común el de doble cuerpo y aspiración lateral DCOE. Se venden en cajas denominadas como "Kit de Conversión Weber", incluyendo todas las piezas necesarias para su instalación en cualquier vehículo, incluyendo el colector de admisión, la conexión del acelerador y el filtro de aire.
Con posterioridad, la inyección de combustible ha reemplazado por completo a los carburadores, aunque los modelos de Weber se siguen utilizando todavía extensamente en automóviles clásicos e históricos de competición. Son también suministrados como repuestos originales por Magneti Marelli; Webcon UK Ltd.; y en América del Norte, por varias organizaciones, incluyendo a Worldpac, que los comercializa bajo el nombre Redline.

## Códigos de modelo
Los carburadores Weber están marcados con un código de modelo en el borde de la montura, el cuerpo, o en la cubierta de la cámara del flotador. El código empieza con un número que originalmente indicaba el diámetro (en milímetros) de la garganta del acelerador, pero más tarde perdió este significado. Si este número tiene solamente un par de dígitos, ambas válvulas de mariposa son del mismo diámetro y operaran juntas; si tiene dos pares de dígitos separados por una barra (p. ej. 28/36), entonces dispone de un cuerpo primario y otro secundario, abriéndose las mariposas, normalmente de diferente diámetro sucesivamente. Estos números están seguidos por un grupo de letras, que indican varias características, por ejemplo: el DCOE indica un modelo de aspiración lateral, siendo los demás de aspiración inferior; o el DCD, que tiene una válvula de tipo pistón. Después de las letras figura otro grupo de números que a su vez pueden estar seguidos por una letra; por ejemplo 4B o 13A; indicando la serie. Un código completo puede tener una configuración similar a los ejemplos siguientes: 40 DCOE 29, o 45 DCOE 9.